# Weillen
Weillen [wɛjɛ̃] (en wallon Wèyin) est une section de la commune belge d'Onhaye située en Région wallonne dans la province de Namur.
C'était une commune à part entière avant la fusion des communes de 1977.

## Géographie
La commune est bornée au nord par Falaën, à l’est par Bouvignes, au sud par Gerin et Serville et à l’ouest par Flavion ; elle est arrosée par le Floyon ou Flavion et un cours d’eau qui y prend sa source. Il compte comme hameaux Flun et Stroule.

## Évolution démographique
- Source: DGS, 1831 à 1970=recensements population, 1976= habitants au 31 décembre

## Histoire
Weillen fait partie du domaine direct des comtes de Namur qui en ont concédé la seigneurie foncière à l’abbaye de Waulsort. Le 7 juillet 1664, la terre de Weillen est érigée en seigneurie en faveur de Michel Auxbrebis, opulent marchand de Dinant. Elle passe ensuite à la famille Pélissonnier en 1718 puis aux Moniot.
Le hameau de Flun constitue une seigneurie foncière acquise en 1736 par Angélique Pélissonnier qui l’unit à la seigneurie de Weillen.
En 1608, les archiducs Albert et Isabelle autorisent Jean Chabotteau, receveur des Domaines de Namur, à établir une fonderie de cuivre sur le Floyon.
En 1830, la population s’élève à 329 habitants, répartis dans 10 maisons rurales, deux fermes, 30 cabanes et une maison particulière. Une chapelle, une école primaire et un château nouvellement restauré par M. Dewilmet.
La moitié du territoire est couvert de bois taillis et de futaie. On exploite du calcaire à bâtir, du fer et de la terre à pipe. Il y a une forge qui se compose de deux affineries et d’un système de marteaux, une brasserie et 4 métiers à tisser des toiles.

## Galerie

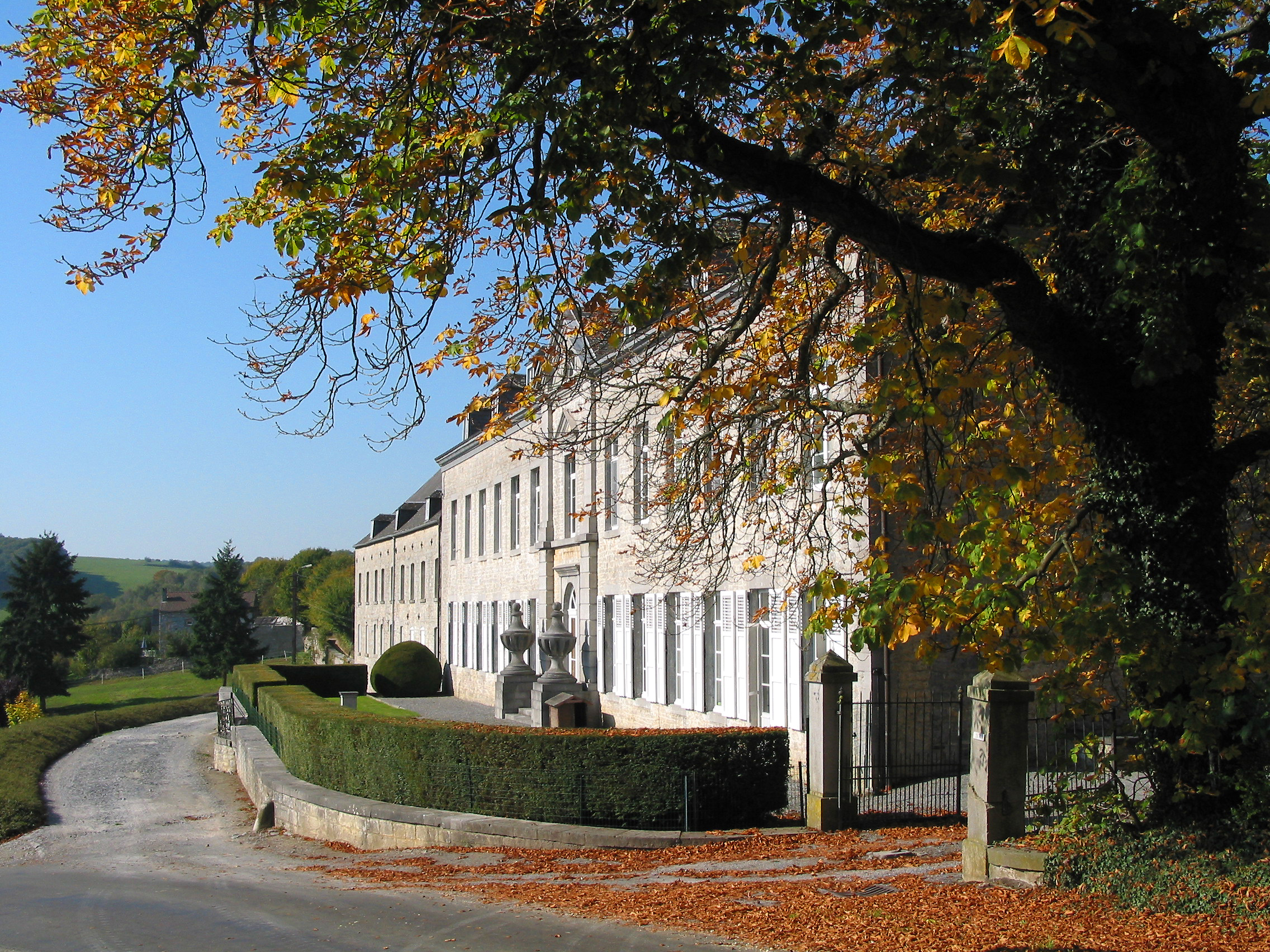
Le château.
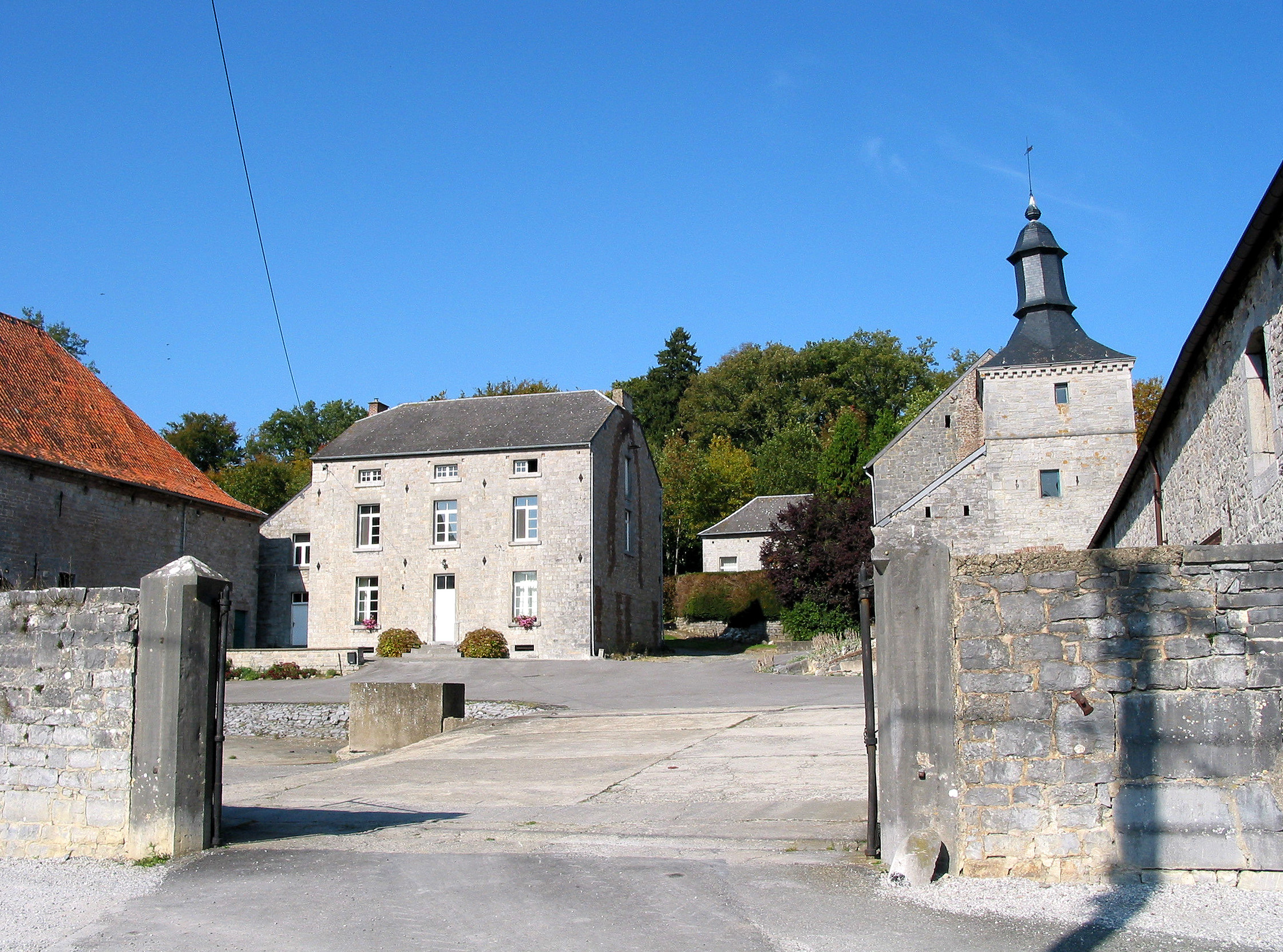
La ferme du château.